# Nationalparker i USA

US-National Park Service

Nationalparker i USA är vanligtvis stora, väl tilltagna områden. Dessa har oftast flera utmärkta vandringsleder och tältplatser. För mindre nationalskatter används benämningen nationalmonument, National Monument.

## Alaska
- Denali nationalpark
- Gates of the Arctic nationalpark
- Glacier Bay nationalpark
- Katmai nationalpark
- Kenai Fjords nationalpark
- Kobuk Valley nationalpark
- Lake Clark nationalpark
- Wrangell-St. Elias nationalpark

## Arizona
- Grand Canyon nationalpark
- Petrified Forest nationalpark
- Saguaro nationalpark

## Arkansas
- Hot Springs nationalpark

## California
- Channel Islands nationalpark
- Death Valley nationalpark
- Joshua Tree nationalpark
- Kings Canyon nationalpark
- Lassen Volcanic nationalpark
- Redwood nationalpark
- Sequoia nationalpark
- Yosemite nationalpark

## Colorado
- Black Canyon of the Gunnison nationalpark
- Great Sand Dunes nationalpark
- Mesa Verde nationalpark
- Rocky Mountain nationalpark

## Florida
- Biscayne nationalpark
- Dry Tortugas nationalpark
- Everglades nationalpark

## Hawaii
- Haleakala nationalpark
- Hawaii Volcanoes nationalpark

## Kentucky
- Mammoth Cave nationalpark

## Maine
- Acadia nationalpark

## Michigan
- Isle Royale nationalpark

## Minnesota
- Voyageurs nationalpark

## Montana
- Glacier nationalpark

## Nevada
- Great Basin nationalpark

## New Mexico
- Carlsbad Caverns nationalpark

## North Dakota
- Theodore Roosevelt nationalpark

## Ohio
- Cuyahoga Valley nationalpark

## Oregon
- Crater Lake nationalpark

## (American) Samoa
- American Samoa nationalpark

## South Carolina
- Congaree nationalpark

## South Dakota
- Badlands nationalpark
- Wind Cave nationalpark

## Tennessee
- Great Smoky Mountains nationalpark

## Texas
- Big Bend nationalpark
- Guadelupe Mountains nationalpark

## Utah
- Arches nationalpark
- Bryce Canyon nationalpark
- Canyonlands nationalpark
- Capitol Reef nationalpark
- Zion nationalpark

## Virgin Islands
- Virgin Islands nationalpark

## Virginia
- Shenandoah nationalpark

## Washington
- Mount Rainier nationalpark
- North Cascades nationalpark
- Olympic nationalpark

## Wyoming
- Grand Teton nationalpark
- Yellowstone nationalpark